# Evangelisch-lutherische Kirche Bischofrod

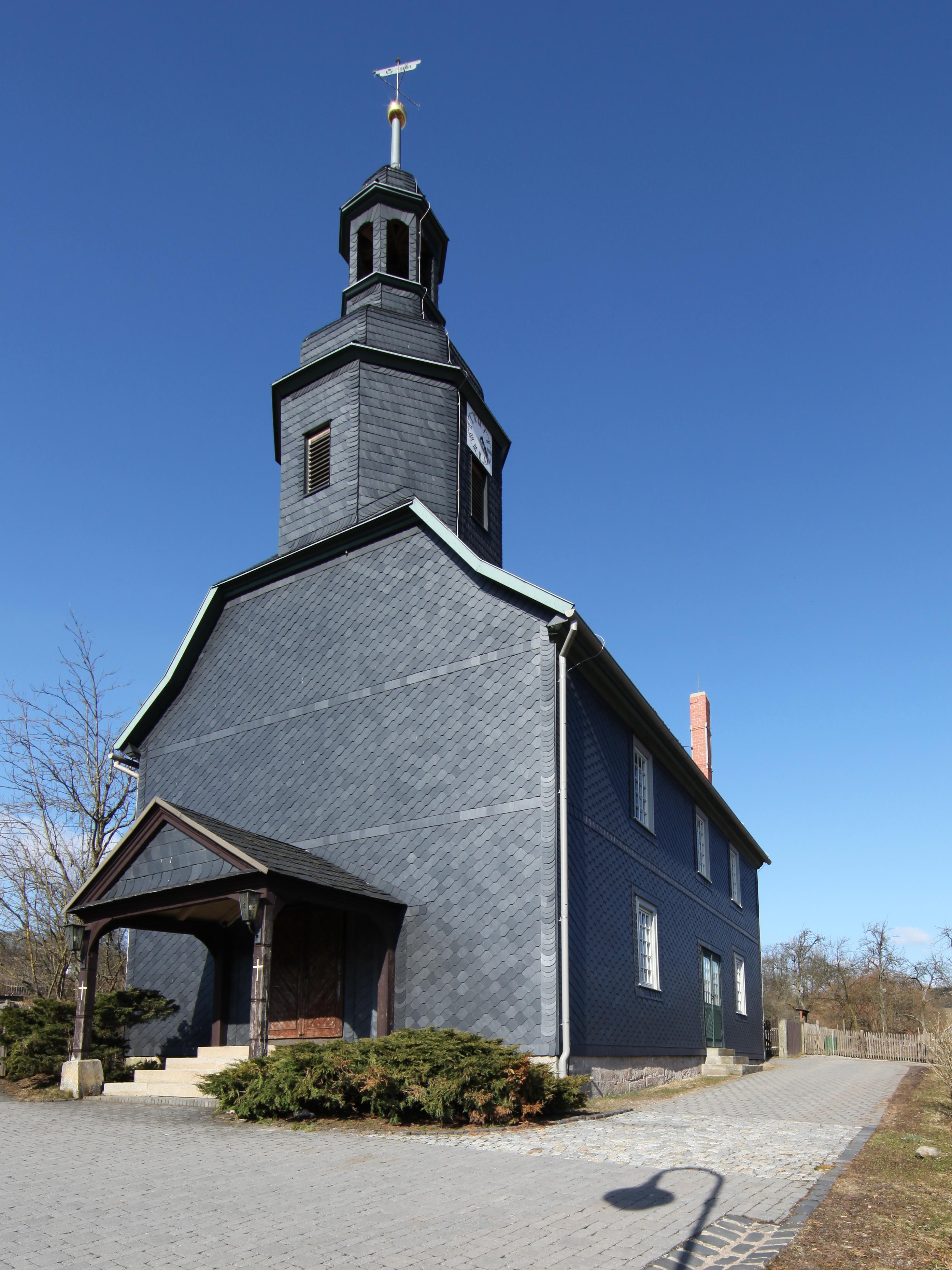
Kirche in Bischofrod

Die evangelisch-lutherische Kirche Bischofrod in Bischofrod, einer Gemeinde im Landkreis Hildburghausen (Thüringen), wurde am 9. Oktober 1746 geweiht.

## Geschichte
Die heutige Kirche geht auf eine kleine Kapelle zurück, die dem heiligen Antonius geweiht war und wohl aufgrund eines schlechten Bauzustandes abgebrochen wurde. Das neue Gotteshaus entstand in den Jahren 1744 bis 1746, am 9. Oktober 1746 war die Weihe. Der Fachwerkbau wurde 1863 und 1900 verschiefert. Bischofrod gehörte Jahrhunderte zum Lengfelder Kirchspiel. Am 15. März 1904 bekam die Kirchgemeinde eine eigene Pfarrstelle. Filialkirchen gibt es in Eichenberg und Grub. Ein Pfarrhaus wurde 1905/06 errichtet. Es beherbergte von 1982 bis 2015 das evangelische Einkehrhaus. Seit dem 1. November 2001 wird die Kirchgemeinde vom Pfarramt St. Kilian verwaltet. Ende der 2000er Jahre erfolgte eine Sanierung des Kirchturms.

## Gestaltung und Ausstattung
Die denkmalgeschützte Kirche steht am Ortsrand, an erhöhter Stelle, neben dem Friedhof. Es ist ein Fachwerkbau mit einem rechteckigen Grundriss bei Kantenlängen von vierzehn Metern und zehn Metern. Die Kirche hat eine Empore mit sechzig Sitzplätzen und im Kirchenschiff beidseitig jeweils acht Bankreihen mit etwa hundert Plätzen.
Der Altarraum wird durch zwei Buntglasfenster geschmückt, die 1904 von der Glasmalerei W. Franke aus Naumburg anlässlich der eigenen Pfarrstelle hergestellt wurden. Das eine Fenster befindet sich unterhalb der Kanzel und zeigt Jesus als Herrn der Kirche mit der Unterschrift (Johannes 14.6) „Ich bin der Weg, die Wahrheit und das Leben! Zum 15. März 1904“. Das andere ist oberhalb der Kanzel angeordnet und stellt rote Blumenblüten und das Christusmonogramm dar. Die Kanzel mit einer vergoldeten Säule ist barock gestaltet.
Bemerkenswert ist der spätromanische Taufstein aus hellem Sandstein, der neunzig Zentimeter hoch ist und ein Halbkugelbecken mit Rundbogenfries und fünfzig Zentimeter Durchmesser auf einem Säulenschaft hat. Er stammt wohl noch aus der alten Kapelle.
Die Orgel befindet sich auf der Westempore über dem Haupteingang. Sie wurde um 1880 errichtet und hat neun Register, auf einem Manualen und Pedal sowie Pedalkoppel. Der Orgelbauer ist nicht bekannt.
Im achteckigen Kirchturm mit achteckiger Haube hängt eine Bronzeglocke von 1890. Sie trägt die Inschrift „LAEUTE GLOCKE LAEUTE FRIEDEN, LAEUTE RUH IN JEDES HERZ – ENDET EINST MEIN TAG HIENIEDEN LAEUTE DU MICH HEIMATWAERTS“. Bis zum Zweiten Weltkrieg gab es zwei Glocken.